# Matías Vargas
Martín Matías Ezequiel Vargas, né le 8 mai 1997 à Salta en Argentine, est un footballeur international argentin qui joue au poste d'ailier gauche au Al-Fateh SC.
Surnommé Monito (Petit singe en espagnol), Vargas est formé au Vélez Sarsfield où il fait ses débuts professionnels en 2015. Ses performances attirent l'attention du RCD Espanyol qui le signe en 2019. En 2021, il est prêté à l'Adana Demirspor. L'année suivante, Vargas quitte l'Espanyol où il ne sera pas parvenu à s'imposer et signe au Shanghai Port.

## Biographie

### Vélez Sarsfield

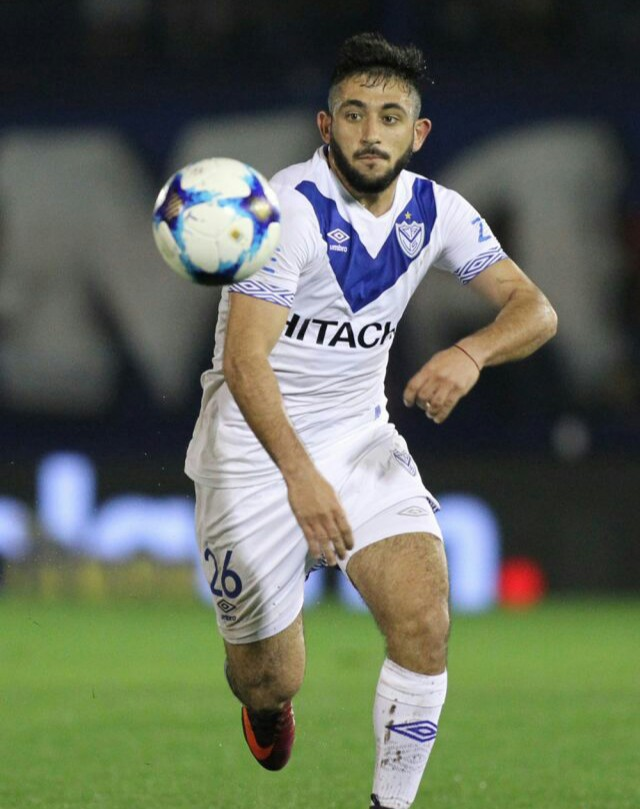
Vargas avec le Vélez Sarsfield en 2018.

Matías Vargas entame sa carrière professionnelle avec l'équipe de Vélez Sarsfield, club où il a été formé. Le 22 août 2015, il fait ses débuts avec l'équipe première, en entrant en jeu à la place de Yamil Asad lors d'une match nul et vierge contre le Club Atlético Colón.
Le 13 novembre 2016, il marque son premier but pour Vélez en pro, lors d'une victoire 2 buts à 1 contre l'équipe de Defensa y Justicia.
Effectuant la plupart du temps des bouts de matchs avec son club à ses débuts, il prend de l'importance en 2017 et se révèle au début de l'année 2018. Vargas termine la saison 2017-2018 avec cinq buts et dix passes décisives en Superliga.

### RCD Espanyol
Le 14 juillet 2019, Vargas s'engage en faveur du RCD Espanyol pour cinq saisons ; le montant du transfert étant estimé à dix millions et demi d'euros.
Le 8 août 2019, Vargas débute pour les Pericos lors d'une rencontre de Ligue Europa contre le FC Lucerne et marque par la même occasion son premier but, contribuant à un succès 0-3. Au match retour, l'ailier délivre une passe pour Wu Lei durant une victoire 3-0 à domicile. Le 18 août, Vargas dispute son premier match de Liga lors d'une défaite 0-2 à domicile contre le Séville FC. Il sert son compatriote Facundo Ferreyra lors d'une victoire 2-1 contre Eibar le 15 septembre.
Malgré une bonne forme en Ligue Europa avec cinq buts et quatre passes, Vargas n'entre pas dans les plans des trois entraîneurs qui succèdent à David Gallego et se retrouve sur le banc en championnat. Le 4 janvier 2020, entré en jeu, il délivre une passe à Wu permettant aux Pericos d'obtenir un nul 2-2 en fin de match lors du derby barcelonais face au FC Barcelone. L'Espanyol s'enfonce dans le bas du classement et subit la relégation pour la première fois depuis 1993, finissant dernier de l'élite espagnole. Le traitement de l'ailier par ses entraîneurs est jugé incompréhensible pour la plupart des supporters du club car il s'est fréquemment montré vif et dangereux dans son rôle de remplaçant.
Malgré la relégation du club il reste à l'Espanyol. Il joue son premier match de deuxième division espagnole lors de la première journée de la saison 2020-2021 face à Albacete Balompié, le 12 septembre 2020. Il entre en jeu à la place de Wu Lei et son équipe s'impose par trois buts à zéro. Sous la direction du nouvel entraîneur Vicente Moreno, Vargas doit toujours se contenter d'un rôle de remplaçant.

### Adana Demirspor
Le 25 août 2021, Matías Vargas rejoint la Turquie et le club d'Adana Demirspor sous la forme d'un prêt d'une saison. 

### Shanghai Port
Le 24 août 2022, Vargas signe un contrat de deux ans au club chinois du Shanghai Port pour la somme de quatre millions d'euros, retrouvant à quelques jours d’intervalle son coéquipier de l'Espanyol Wu Lei. Revenu d'une saison réussie avec l'Adana Demirspor, il n'était pas dans les plans du nouvel entraîneur de l'Espanyol Diego Martínez et quitte le club catalan avec un bilan décevant au vu des attentes placées en lui.

### En équipe nationale
Matías Vargas honore sa première sélection avec l'équipe nationale d'Argentine le 8 septembre 2018, contre le Guatemala. Ce jour-là, il entre à la place de Cristian Pavón à la mi-temps, et les Argentins s'imposent sur le score de 0-3.

## Statistiques
| Saison                | Club                   | Championnat           | Championnat | Championnat | Championnat | Coupe(s) nationale(s) | Coupe(s) nationale(s) | Coupe(s) nationale(s) | Compétition(s) continentale(s) | Compétition(s) continentale(s) | Compétition(s) continentale(s) | Compétition(s) continentale(s) | Autres compétitions | Autres compétitions | Autres compétitions | Autres compétitions | Argentine | Argentine | Argentine | Total | Total | Total |
| Saison                | Club                   | Division              | M.          | B.          | P.d.        | M.                    | B.                    | P.d.                  | Comp.                          | M.                             | B.                             | P.d.                           | Comp.               | M.                  | B.                  | P.d.                | M.        | B.        | P.d.      | M.    | B.    | P.d.  |
| 2015                  | Vélez Sarsfield        | Superliga             | 3           | 0           | 0           | -                     | -                     | -                     | -                              | -                              | -                              | -                              | -                   | -                   | -                   | -                   | -         | -         | -         | 3     | 0     | 0     |
| 2016                  | Vélez Sarsfield        | Superliga             | 2           | 0           | 0           | -                     | -                     | -                     | -                              | -                              | -                              | -                              | -                   | -                   | -                   | -                   | -         | -         | -         | 2     | 0     | 0     |
| 2016-2017             | Vélez Sarsfield        | Superliga             | 16          | 4           | 1           | 1                     | 0                     | 0                     | -                              | -                              | -                              | -                              | -                   | -                   | -                   | -                   | -         | -         | -         | 17    | 4     | 1     |
| 2017-2018             | Vélez Sarsfield        | Superliga             | 25          | 5           | 10          | 3                     | 0                     | 0                     | -                              | -                              | -                              | -                              | -                   | -                   | -                   | -                   | -         | -         | -         | 28    | 5     | 10    |
| 2018-2019             | Vélez Sarsfield        | Superliga             | 23          | 5           | 4           | 2                     | 0                     | 0                     | -                              | -                              | -                              | -                              | CS                  | 3                   | 0                   | 0                   | 1         | 0         | 0         | 29    | 5     | 4     |
| Sous-total            | Sous-total             | Sous-total            | 69          | 14          | 15          | 6                     | 0                     | 0                     | -                              | -                              | -                              | -                              | -                   | 3                   | 0                   | 0                   | 1         | 0         | 0         | 79    | 14    | 15    |
| 2019-2020             | RCD Espanyol           | Liga                  | 21          | 0           | 3           | 2                     | 0                     | 0                     | C3                             | 10                             | 5                              | 4                              | -                   | -                   | -                   | -                   | 1         | 0         | 0         | 34    | 5     | 7     |
| 2020-2021             | RCD Espanyol           | Liga 2                | 21          | 0           | 0           | 3                     | 0                     | 0                     | -                              | -                              | -                              | -                              | -                   | -                   | -                   | -                   | -         | -         | -         | 24    | 0     | 0     |
| Sous-total            | Sous-total             | Sous-total            | 42          | 0           | 3           | 5                     | 0                     | 0                     | -                              | 10                             | 5                              | 4                              | -                   | -                   | -                   | -                   | 1         | 0         | 0         | 58    | 5     | 7     |
| 2021-2022             | Adana Demirspor (prêt) | Süper Lig             | 36          | 5           | 13          | 2                     | 0                     | 0                     | -                              | -                              | -                              | -                              | -                   | -                   | -                   | -                   | -         | -         | -         | 38    | 5     | 13    |
| 2022                  | Shanghai Port          | Süper League          | 0           | 0           | 0           | 0                     | 0                     | 0                     | -                              | -                              | -                              | -                              | -                   | -                   | -                   | -                   | -         | -         | -         | 0     | 0     | 0     |
| Total sur la carrière | Total sur la carrière  | Total sur la carrière | 147         | 19          | 31          | 13                    | 0                     | 0                     | -                              | 10                             | 5                              | 4                              | -                   | 3                   | 0                   | 0                   | 2         | 0         | 0         | 175   | 24    | 35    |